# 市橋直記
市橋 直記（いちはし なおのり、元文4年（1739年） - 宝暦4年5月10日（1754年6月30日））は、近江仁正寺藩の世嗣。第4代藩主・市橋直方の六男。
仁正寺藩嫡子だった兄の市橋直好が早世したため、嫡子となる。しかし、直記も家督を継ぐことなく宝暦4年（1754年）に早世した。代わって、市橋長璉が養子に迎えられ嫡子となった。